# Bela Carrijo
Bellatrix Serra (Nome Civil: Bellatrix Dayanne Carrijo da Silva Serra; Goiânia, 22 de fevereiro de 1982) é uma atriz brasileira de teatro, cinema e televisão e artista plástica .

## Carreira
Formada em comunicação social pela Faculdade Cambury (Atual PUC-GO), começou a carreira de atriz com a Cia Sala 3, em Goiânia, sob direção de Altair de Sousa, também fez parte do grupo Colcha de retratos, e do Grupo de teatro Guará, do diretor Samuel Baldani.
No Rio, foi selecionada e participou de duas oficinas de formação de atores da Rede Globo.
Tem sua estreia na tv com a  personagem Sancha na Microssérie  "Capitu" com Direção de Luiz Fernando  Carvalho. E logo depois faz o seriado "Louco por Elas" com texto e direção de João Falcão.  Com Sérgio Rezende, na GNT participou das duas temporadas da série "Questão de Família" e sob direção de Mauro Mendonça Filho e René Sampaio participa da série “Dupla Identidade” de Gloria Perez.
É Integrante da companhia de teatro Intimo  desde 2008, com direção de Renato Farias com quem fez parte da montagem do espetáculo "Adelia" com obra da poetisa minera Adelia Prado. Ainda com a companhia viveu no teatro a atriz francesa Sarah Bernhardt, com o espetáculo "Sarah" dentro no projeto Solos acompanhados no teatro Glaucio Gil, e participa do projeto  Plateias Hospitalares em parceria com os Doutores da Alegria.
No cinema  recebeu premio de melhor atriz com o filme “Faltam duas quadras” com texto e direção de Jarleo  Barbosa, entre outros curtas premiados, fez seu primeiro longa “Cartas de amor sao Ridiculas” com  roteiro e direcao de Alvarina Souza e Silva.

## Filmografia

### Televisão
| Ano  | Título                    | Papel           | Nota                                                        | Emissora   |
| ---- | ------------------------- | --------------- | ----------------------------------------------------------- | ---------- |
| 2017 | O Outro Lado do Paraíso   | Alzira Dantas   |                                                             | Rede Globo |
| 2015 | Questão de Família        | Juliana         |                                                             | GNT        |
| 2014 | Dupla Identidade          | Mirian          |                                                             | Rede Globo |
| 2014 | Questão de Família        | Juliana         |                                                             | GNT        |
| 2013 | Louco por Elas            | Moema           | Episódio: "Léo falha na cama"                               | Rede Globo |
| 2013 | Louco por Elas            | Moema           | Episódio: "Violeta ganha herança... E duas irmãs de brinde" | Rede Globo |
| 2012 | Louco por Elas            | Moema           | Episódio: "Léo Dá Jantar Para Provar Que Não É Ciumento"    | Rede Globo |
| 2010 | A Vida Alheia             | Renata Nemo     |                                                             | Rede Globo |
| 2009 | Caminho das Índias        | Cidinha (jovem) |                                                             | Rede Globo |
| 2008 | Capitu                    | Sancha Gurgel   |                                                             | Rede Globo |
| 2007 | Linha Direta              | Duda            |                                                             | Rede Globo |
| 2007 | Sítio do Pica Pau Amarelo | Princesa        |                                                             | Rede Globo |
| 2006 | Malhação                  | Lana            |                                                             | Rede Globo |
| 2006 | O Profeta                 | Marion          |                                                             | Rede Globo |

### Cinema
- Lapso (curta-metragem de Rodrigo Lages)
- 702 (curta-metragem de Rodrigo Lages)
- Mães (documentário de Tarcísio Lara Puiati)
- Adélia (documentário sobre turnê do espetaculo deTarcísio Lara Puiati)
- Bateia (documentario sobre a companhia de teatro íntimo, de Jair Giacomini)
- Cartas de amor são Ridículas (longa-metragem de Alvarina de Sousa)
- Faltam duas quadras (curta-metragem de Jarleo Barbosa - Prêmio melhor atriz no Festival Internacional de Cinema Art d´eco)
- Guia prático para escolher o sofá dos seus sonhos (Curta-metragem de Marcelo Engster)
- Travessia (curta-metragem de Rosa Berardo)
- Serpente (curta-metragem de Cininha de Paula)
- Laquê (curta-metragem de Cininha de Paula)
- O Silêncio do Pai (curta-metragem de Simone Caetano)
- Faltam duas quadras(curta-metragem de Jarleo Barbosa)
- Entre Muros (curta-metragem de Adriana Tenório)

## Teatro
- 2013 Ere Pia Curumim - direção Renato Farias
- 2012 Sarah - direção Renato Farias
- 2010 Adelia - direção Renato Farias
- 2009 As três Marias - direção de Renato Farias
- 2009 Degustação Poética com Manuel Bandeira - direção Renato Farias
- 2008 Vinícius em música e poesia - direção Renato Farias
- 2005 Arthur - direção Sandro Freitas
- 2004 Brecht morreu - direção Altair de Sousa
- 2003 Inquietude - direção Altar de Sousa
- 2003 Da necessidade de ser Polígamo - direção Leandro Bessa
- 2003 As Sabichonas - direção Altair de Sousa